# Tito Quíncio Flaminino
Tito Quíncio Flaminino (229–174 a.C.; em latim: Titus Quinctius Flamininus) foi um político da gente Quíncia da República Romana eleito cônsul em 198 a.C. com Sexto Élio Peto Cato. Foi o principal general romano na Segunda Guerra Macedônica (200–197 a.C.) contra o Reino da Macedônia de Filipe V. Era irmão de Lúcio Quíncio Flaminino e um dos dois foi pai de Tito Quíncio Flaminino, cônsul em 150 a.C..

## Primeiros anos
Segundo Lívio, Flaminino nasceu provavelmente por volta de 229 a.C., pois tinha 33 anos quando assistiu aos Jogos Ístmicos de 196 a.C.. Lutou com Marco Cláudio Marcelo na Segunda Guerra Púnica e, em 205 a.C., foi propretor em Taranto. Em 201 a.C., foi um dos decênviros nomeados para distribuir terras aos veteranos de Cipião Africano na Apúlia e em Sâmnio. No ano seguinte, foi um dos triúnviros encarregados de completar o número de colonos em Venúsia, bastante reduzido por causa da guerra. Em 199 a.C., foi questor e se candidatou ao consulado no final de seu mandato. Ainda segundo Lívio, dois tribunos da plebe, Marco Fúlvio e Mânio Cúrio, foi publicamente contra sua candidatura pois ele deveria, antes de poder se candidatar, completar o tradicional cursus honorum, ocupando a posição de edil e pretor, que ainda não havia ocupado. Finalmente, o Senado deliberou por aceitar a candidatura de Flaminino, dado que ele já havia chegado aos trinta anos de idade. Os tribunos desistiram do caso e Flaminino pôde se candidatar.

## Segunda Guerra Macedônica

### Consulado (198 a.C.)
Flaminino foi eleito com Sexto Élio Peto Cato em 198 a.C.. No momento da escolha das províncias, coube a Flamínio a Macedônia. Com o consenso do Senado, reuniu um exército com 3 000 soldados e 300 cavaleiros para se juntarem às forças que já lutavam na Macedônia. Este exército foi escolhido entre os soldados mais destacados das recentes guerras na África e na Hispânia. Depois, permaneceu em Roma pelo tempo estritamente necessário para a realização das cerimônias religiosas públicas. Terminados os festejos, Flaminino seguiu imediatamente para sua província, rompendo uma antiga tradição que ditava que os cônsules deveriam permanecer em Roma no primeiro mês de seu mandato. Navegou com suas forças de Brundísio até Córcira, onde os deixou acampados enquanto ele seguiu para Epiro para se juntar rapidamente às tropas romanas já acampadas na Grécia. Dispensou imediatamente seus predecessores, esperou alguns dias pela chegada dos reforços desembarcados em Córcira e imediatamente convocou seus comandantes para decidir qual seria o melhor trajeto para invadir o Reino da Macedônia.

Mapa da região do Egeu em, no início da Segunda Guerra Macedônica

Desde o início da campanha, Flaminino demostrou grande bravura e coragem, pois, ao contrário do que foi consensado entre seus comandantes, ele decidiu seguir pelo caminho mais curto (e rápido), que passava pelo passo de Antigoneia, bem defendido pelo inimigo, ao invés da rota mais longa que o contornava. Suas esperanças estavam baseadas principalmente no apoio das facções pró-romanas já presentes no Epiro, cujo líder era Carope, e também na rapidez, pois esperava que, com uma rápida marcha em direção à Macedônia, diversas cidades gregas, ainda indecisas, acabariam se aliando aos romanos, abandonando Filipe.
Por quarenta dias encarou o exército macedônico sem que houvesse uma oportunidade favorável para atacar Filipe; por outro lado, o rei macedônico, dado o impasse, estava pensando em pedir aos romanos um tratado de paz que lhe fosse favorável através da mediação dos epirotas. Na realidade, houve apenas alguns contatos iniciais, mas Flaminino imediatamente exigiu que todas as cidades da Grécia e da Tessália fossem libertadas antes de novas conversas.
Antes de receber uma reposta de Filipe, Flaminino foi informado por Carope da existência de uma passagem através das montanhas que poderia levar suas tropas à retaguarda macedônica. Este passo não estava protegido pelas forças inimigas, seja por que Filipe e seus aliados não o conheciam ou por que estavam seguros de que os romanos não teriam utilizado. Depois de enviar um guia local que de fato verificou a inexistência de tropas macedônicas no trajeto, Flaminino decidiu enviar 4 300 homens armados com o guia, que, alguns dias depois, apareceram na retaguarda do exército macedônico dando início ao combate que ficou conhecido como Batalha do Aoo.
Depois de uma breve e fútil defesa, os macedônios, tomados pelo pânico e consternados por estarem sendo atacados em duas frentes, fugiram apressadamente para a Tessália, abandonando Antigônia depois de perderem 2 000 soldados e o campo de batalha, imediatamente tomado pelos romanos. Como consequência imediata da vitória, todo o Epiro se rendeu espontaneamente a Flaminino, que tratou os antigos adversários com clemência e libertou os prisioneiros, pois intenção era estar sempre presente quando uma cidade ou região se libertava do jugo macedônico para apresentar-se como um restaurador da liberdade grega.
Em seguida, o exército romano, sob o comando de Flaminino, marchou pelas montanhas e chegou à Tessália, onde Filipe havia adotado uma estratégia de terra arrasada, destruindo os campos e muitas cidades, deixando apenas ruínas no caminho dos romanos. A primeira cidade tessália conquistada por Flaminino e que apresentou alguma resistência foi Falória, tomada depois de uma luta difícil com a guarnição macedônica e acabou sendo incendiada para servir de advertência para as demais cidades da região sobre as consequências da resistência aberta aos romanos. Apesar disto, não houve outras revoltas nas cidades da Tessália, que estavam tomadas por fortes guarnições macedônicas que podiam facilmente receber reforços de Tempes, onde estava estacionado o exército de Filipe.
Conquistada e destruída a primeira cidade tessália, Flaminino cercou Carace, mas, apesar dos imensos esforços dos romanos e de algumas vitórias parciais, Flaminino acabou sendo obrigado a ceder frente à heroica defesa da cidade pelos seus habitantes. Depois de devastar e saquear o território vizinho, os romanos marcharam para Fócida, onde várias cidades costeiras lhe abriram as portas, permitindo que Flaminino se comunicasse com a sua frota, sob o comando de seu irmão, Lúcio. Apenas Elateia, a principal cidade da região e defendida por poderosas fortificações, se opôs abertamente a Flaminino, chegando a impedir seu avanço por algum tempo.
Enquanto Flaminino estava empenhado nesta campanha, Lúcio, a seu pedido, conseguiu firmar uma aliança com a Liga Acaia, aproveitando-se do fato de que Aristêneto, estratego da liga, era pró-Roma. Seja como for, as cidades de Megalópolis, Dimes e Argos permaneceram fieis a Filipe.
Depois de conquistar Elateia, Flaminino invernou com seu exército em Fócida e em Lócrida. Porém, logo depois, irrompeu uma revolta em Opus e a guarnição macedônica conseguiu se abrigar na acrópole. Uma parte da população era favorável aos romanos e enviou emissários para pedir ajuda a Flaminino para defender a cidade contra um possível contra-ataque inimigo, enquanto uma outra parte da população preferia a ajuda da Liga Etólia. Apesar dos representantes da Liga terem chegado primeiro, as portas da cidade foram abertas para Flaminino, que conquistou a cidade. Este foi primeiro ato hostil dos romanos em relação à Liga Etólia e que teria um papel determinante nos anos seguintes. A guarnição macedônica permaneceu entrincheirada na acrópole e Flaminino preferiu não atacá-la, principalmente por que Filipe havia iniciado as tratativas para uma paz. Flaminino aceitou a proposta, mas seu objetivo principal era parecer, aos olhos dos gregos, o único árbitro da situação, o único que podia decidir entre a paz e a guerra. Foi decidido então que haveria uma embaixada nas proximidades de Niceia, no golfo, que durou três dizas; Flaminino e seus aliados, entre os quais estava, naquele momento, a Liga Etólia, notável pelas suas investidas contra Filipe V, estavam presentes no congresso e apresentaram uma longa lista de exigências para um tratado de paz, mas a primeira e mais importante era que Filipe mandasse retirar todas as suas guarnições das cidades gregas. A opinião dos aliados gregos dos romanos era de que as conversas deveriam ser interrompidas se o rei macedônio não aceitasse as condições imediatamente e sem hesitação, mas Flaminino foi diplomático e conseguiu reverter a decisão, confiando nos eventos que se seguiriam e também aproveitando para receber novos reforços da Itália. Ao término das conversas, foi concordada uma trégua de dois meses e se decidiu enviar a Roma embaixadores de ambas as partes para outra embaixada, sob a condição de que Filipe abandonasse todas as cidades em Fócida e Lócrida que ainda estavam em suas mãos.
Ao chegarem em Roma, os embaixadores dos gregos se comportaram como combinado com o cônsul: disseram que a Grécia não poderia ser considerada livre enquanto Demétrias, Cálcis e Corinto não estivessem livres das guarnições macedônicas; que a continuação da guerra era inevitável se Filipe não cumprisse com as decisões de Niceia e, além disso, que aquele seria o momento ideal para obrigar Filipe a aceitar as exigências já feitas. Logo depois, quando se apresentaram os embaixadores macedônicos, lhes foi perguntado se o seu rei tinha a intenção de liberar as três cidades mencionadas e eles responderam que não tinham instruções sobre o tema. O Senado os dispensou e informou-lhes que, a partir daquele momento, as negociações deveriam ser conduzidas apenas com Flaminino, que tinha plenos poderes, seja para firmar a paz ou, se considerasse necessário, continuar a guerra.
Depois de receber a reconfirmação de seus plenos poderes, Flaminino cuidou para que a notícia chegasse a Filipe de que se ele quisesse continuar as negociações, deveria primeiro abandonar todas as fortalezas ocupadas em território grego. Num rompante de orgulho, Filipe decide que continuar a guerra seria melhor do que se submeter ao ultimato romano; seja como for, o rei macedônio estava bem ciente da inferioridade numérica de seu exército em relação ao greco-romano e tratou de firmar uma nova aliança com Nábis, o tirano de Esparta. Mas ele decidiu se aproveitar da situação na Grécia e ocupou Argos e, logo em seguida, convidou o próprio Flaminino até lá para uma conferência, na qual firmou rapidamente um tratado entre romanos e espartanos. Segundo os termos deste tratado, Esparta forneceria tropas auxiliares aos romanos para continuar a guerra contra Filipe e respeitaria as outras cidades da Liga Acaia. Flaminino, ocupado com Filipe, aceitou naquele momento a ocupação de Argos, apesar de o tratado não mencionar a cidade e nem a sua situação dali para frente.
Assim que recebeu os reforços de Nábis, Flaminino decidiu marchar até Corinto, defendida por Filócles, amigo de Nábis, esperando que ele seguisse o exemplo do tirano espartano e que lhe abrisse as portas da cidade, o que não ocorreu. Ao invés de tentar um longo cerco, Flaminino seguiu até a Beócia, onde as cidades locais decidiram, assim que seu exército chegou, romper a aliança com Filipe e passaram para o lado romano. Apesar disto, muitos jovens beócios serviam no exército macedônico e continuaram a servir à causa de Filipe mesmo depois da traição de suas cidades natais. A partir daí, os únicos aliados dos macedônios eram as cidades da Acarnânia.
Flaminino tomou ainda Anticira, na Fócida, e transformou a cidade em seu principal arsenal naval e posto de suprimentos.

### Segunda fase da guerra contra Filipe (197 a.C.)

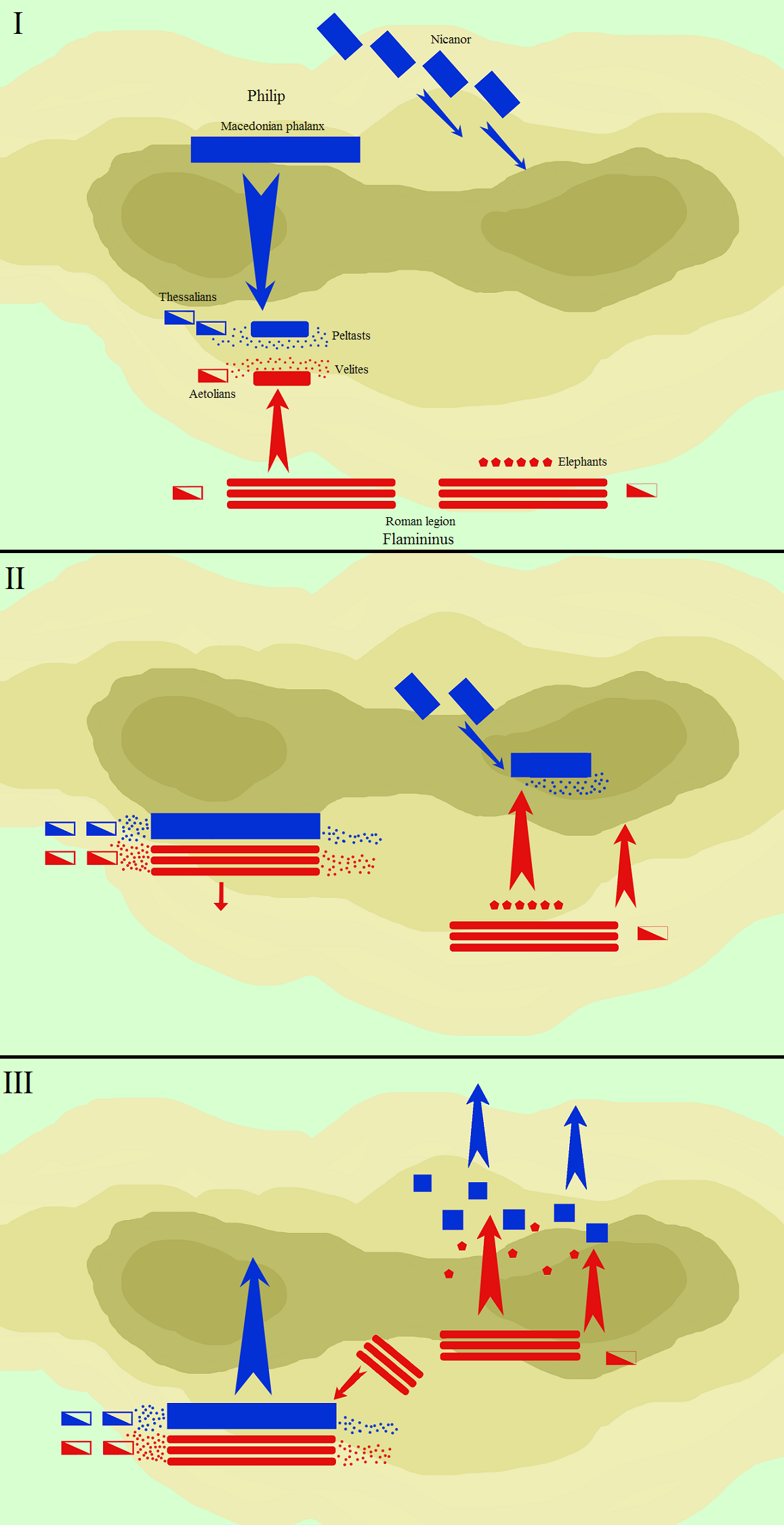
As três fases da Batalha de Cinoscéfalos, a principal vitória de Flaminino contra Filipe V

Na primavera de 197 a.C., Flaminino, com exército reforçado por auxiliares espartanos, da Liga Acaia e das demais cidades gregas, deixou seu acampamento de inverno para iniciar uma nova campanha contra Filipe. Perto de Termópilas, um grande contingente da Liga Etólia se uniu ao exército aliado.
Filipe, à frente de seu exército, que tinha uma força equivalente à romana, iniciou uma rápida marcha para o sul, ansioso para enfrentar o romano na primeira oportunidade favorável. Houve uma escaramuça entre as duas cavalarias perto de Feras, na qual os romanos levaram a melhor; em seguida, os dois exércitos marcharam para Farsala e Escotussa. O encontro decisivo, no qual, em poucas horas, o exército macedônico foi definitivamente derrotado, ocorreu perto de uma cordilheira chamada "Cinoscéfalo" ("cabeça de cachorro" em grego) e ficou, por isso, conhecido como Batalha de Cinoscéfalos, famosa por decretar o fim das famosas falanges macedônias. Cerca de 8 000 soldados macedônicos foram mortos em combate e outros 5 000 foram capturados, enquanto os aliados perderam apenas 700 soldados. Como resultado desta retumbante vitória, as cidades da Tessália passaram para o lado dos romanos e Filipe pediu a paz. Porém, começaram a partir daí os problemas com a Liga Etólia, cujas tropas haviam sido fundamentais durante a campanha; a honra e o orgulho de Flaminino foram feridos quando os membros da liga passaram a se gabar de que Flaminino deveria lhes agradecer pela atuação decisiva de suas forças, uma opinião compartilhada por muitos dos gregos. No final, Flaminino tratou os etólios com desprezo e hostilidade; sem sequer consultá-los, concedeu a Filipe uma trégua de quinze dias e permissão para iniciar as tratativas de paz, apesar de saber que o desejo da Liga era continuar a guerra até a derrota total dos macedônios e a destruição de seu império. Os etólios então acusaram Flaminino de ter sido subornado por Filipe V.
A divergência interna entre as forças vencedoras foi uma vantagem para Filipe: a Liga Etólia não conseguiu obter as vantagens que queria depois de seu esforço de guerra e Flaminino tratou de concluir uma paz rapidamente com os macedônicos pois suas ambições estavam satisfeitas e ele poderia retornar a Roma para celebrar seu triunfo. Além disso, Flaminino queria evitar que Antíoco III, o Grande, do Império Selêucida, desembarcasse na Europa para ajudar os macedônios.
No primeiro encontro para as tratativas de paz, Filipe se mostrou pronto para firmá-la com base nas exigências aliadas anteriores à campanha militar e de se submeter a qualquer outro ponto proposto pelo Senado Romano; Flaminino aceitou prontamente conceder diversos meses de trégua e mandar embaixadores de ambas as partes até Roma.
Depois da Batalha de Cinoscéfalos, Flaminino libertou todos os beócios que estavam a serviço do exército macedônio e os que haviam sido presos, mas, ao invés de agradecerem por este ato de generosidade, os libertados agiram como se sua liberdade fosse resultado da clemência de Filipe e nomearam como seu beotarca o velho comandante das tropas beócias no exército macedônico. Pouco depois, porém, a facção pró-romana na Liga Beócia conseguiu mandar matar o beotarca com o beneplácito de Flaminino. Depois de tudo resolvido, explodiu uma violenta revolta entre os povos beócios, cansados dos exércitos romanos acampados em Elateia, na Fócida; Muitos cidadãos romanos e itálicos que estavam na Beócia foram assassinados sem piedade e seus corpos foram abandonados insepultos.
Depois de exigir uma reparação por estes crimes, Flaminino começou a devastar a Beócia, cercando e bloqueando as cidade de Coroneia e Acréfia, onde estava a maior parte dos corpos romanos. A Liga Beócia, apavorada com o desenrolar dos acontecimentos, enviou emissários ao acampamento de Flaminino para tratar de uma paz; Flaminino, porém, sequer quis recebê-los, mas foi convencido pelos membros da Liga Acaia, que o convenceram a tratar os beócios com clemência. No final, Flaminino concedeu a paz em troca dos culpados pelos assassinatos e do pagamento de trinta talentos de ouro (ao invés dos 180 inicialmente pedidos).

### Final da guerra (196 a.C.)
Na primavera de 196 a.C., pouco depois da paz com a Liga Beócia, chegaram à Grécia dez emissários romanos para estabelecer, com Flaminino, as novas fronteiras e o novo balanço de poder na região; traziam também os termos finais para que a paz fosse acertada com Filipe V: ele deveria libertar todas as cidades gregas ainda sob seu controle na Europa e na Ásia. Novamente a Liga Etólia se opôs às condições impostas, considerando-as brandas demais e, mais uma vez, acusou gregos e romanos de terem sido subornados por Filipe.
Flaminino conseguiu impor sua própria autoridade para aceitar imediatamente todas as condições de paz e rapidamente a guarnição macedônica de Corinto deixou a cidade, que passou para o controle da Liga Acaia. No verão deste mesmo ano foram realizados em Corinto os Jogos Ístmicos, que atraíram para lá milhares de pessoas de todas as partes da Grécia. Flaminino, acompanhado dos dez emissários, foi até lá e, ao seu comando, um arauto, em nome do Senado Romano, anunciou a liberação e a independência de toda a Grécia. O anúncio foi completamente inesperado e uma grande alegria e excitação se seguiu: Flaminino foi rodeado pela multidão que queria tocar ou apenas ver de perto o grande general, a ponto de colocar em risco sua vida. Flaminino era fluente em grego e um grande admirador da cultura grega, motivo pelo qual ele foi declarado "libertador" em muitas cidades: moedas foram cunhadas com sua efígie e ele chegou a ser deificado. Segundo Lívio, este teria sido um ato de puro filelenismo, mas é muito mais provável que Flaminino compreendesse a libertação como a liberdade para a aristocracia grega, que tornar-se-ia a partir de então cliente de Roma ao invés de se submeter à hegemonia macedônica.
Logo depois, Flaminino e os emissários começaram a tratar dos territórios liberados da ocupação macedônica; a Tessália foi dividida em quatro novos estados: Magnésia, Perrébia, Dolópia e Tessaliótida. A Liga Etólia retomou a Ambrácia, Fócida e Lócrida, mas, insatisfeita, fez novas demandas ao Senado, que, por sua vez, devolveu o pedido a Flaminino; no final, a Liga teve que aceitar as decisões do general romano, o que fez crescer ainda mais a hostilidade em relação a ele. A Liga Acaia recebeu todas as suas cidades no Peloponeso e também Atenas, a cidade favorita de Flaminino, além de novos territórios.

## Guerra contra Nábis (195 a.C.)

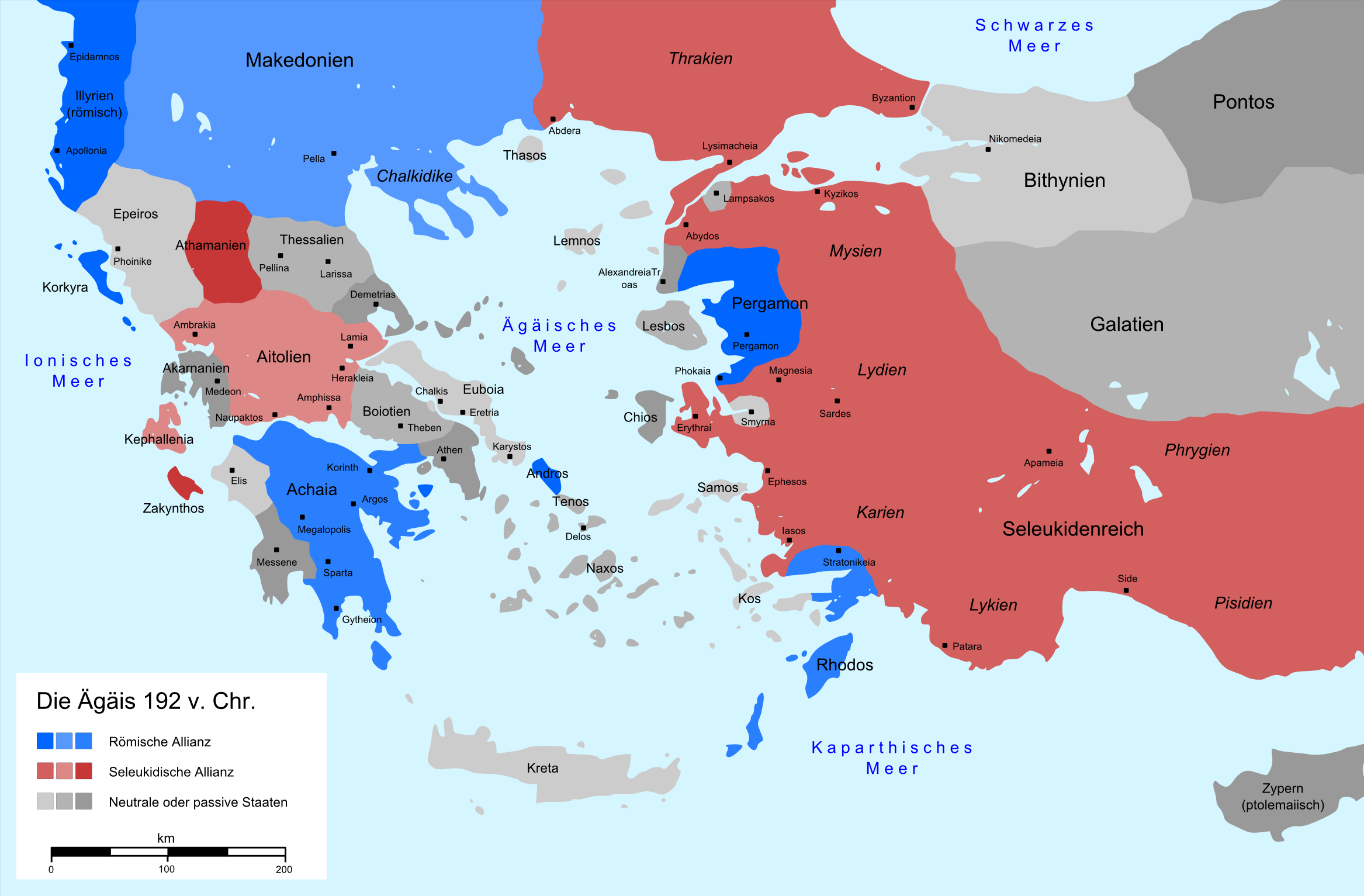
Mapa da região do Egeu em, logo depois da Guerra contra Nábis e imediatamente antes da Guerra romano-selêucida

Depois da vitória sobre o Reino da Macedônia, a paz na Grécia não durou muito tempo, pois a aliança com Nábis, firmada sob as condições urgentes da campanha contra Filipe, não era do agrado de Roma. Na primeira de 195 a.C., o Senado novamente deu plenos poderes a Flaminino para que ele lidasse com Nábis da forma como lhe parecesse oportuna. A primeira coisa que fez foi convocar em Corinto um concílio de todas as cidades gregas para deliberar o que deveria ser feito e todas se mostraram felizes com a possibilidade de se verem livres do tirano espartano, com exceção da Liga Etólia, que se opôs abertamente à influência romana na Grécia. Ainda assim a guerra contra Nábis foi decretada e, além dos romanos, forneceram tropas a Liga Acaia, Rodes, Eumenes II de Pérgamo e até mesmo Filipe V da Macedônia, transformado à força em aliado romano.
Reforçado por seus aliados, Flaminino marchou imediatamente contra Argos, fortaleza espartana sob o comando de Pitágoras, irmão de Nábis. Como a guarnição espartana de Argos era bastante forte e como, ao contrário do esperado, a população local não estava em revolta contra os espartanos, Flaminino decidiu não cercar a cidade e invadiu a Lacônia, onde as forças de Nábis eram numericamente inferiores às romanas. Nábis foi derrotado duas vezes perto da muralha de Esparta, mas estava bem preparado para defender sua capital. Flaminino preferiu novamente não iniciar um longo cerco, preferindo atacar suas linhas de suprimentos e arrasar o território vizinho.
Com o fundamental apoio da frota romana, comandada por seu irmão Lúcio Quíncio Flaminino, conseguiu ocupar o populoso e bem fortificado porto de Gítio. A queda inesperada desta cidade convenceu Nábis de que ele não poderia continuar a guerra com esperanças de vitória e, por isso, tratou de iniciar as tratativas de paz. Flaminino, que temia a iminente chegada de um sucessor que lhe privasse dos frutos de seu sucesso, estava inclinado a firmar um acordo de paz, mas os aliados, por outro lado, queriam acabar de uma vez por todas com o tirano espartano. Flaminino conseguiu, aos poucos, ir convencendo seus aliados, mas, no final, as condições impostas foram recusadas por Nábis.
Logo depois, o general romano decidiu marchar diretamente contra Esparta para tomá-la de assalto. Depois de repelir um primeiro ataque e pouco antes que Flaminino lançasse um segundo e, provavelmente, final ataque, Nábis decidiu pedir a paz novamente e, desta vez, aceitou as condições que havia rejeitado antes. Neste ínterim, os habitantes de Argos, ciente das dificuldades de Esparta e que a guarnição local não podia ser reforçada, se revoltou e expulsou os espartanos. Flaminino marchou rapidamente para lá e participou dos Jogos Nemeus, proclamando oficialmente a libertação da cidade, passou a fazer parte da Liga Acaia.
Flaminino retornou a Roma e celebrou um grandioso triunfo de três dias em 194 a.C. Ele trouxe de volta à Itália milhares de escravos libertos, 1 200 dos quais vindos da Acaia e que eram prisioneiros da Segunda Guerra Púnica vendidos como escravos na Grécia.

## Retorno à Grécia (192 a.C.)

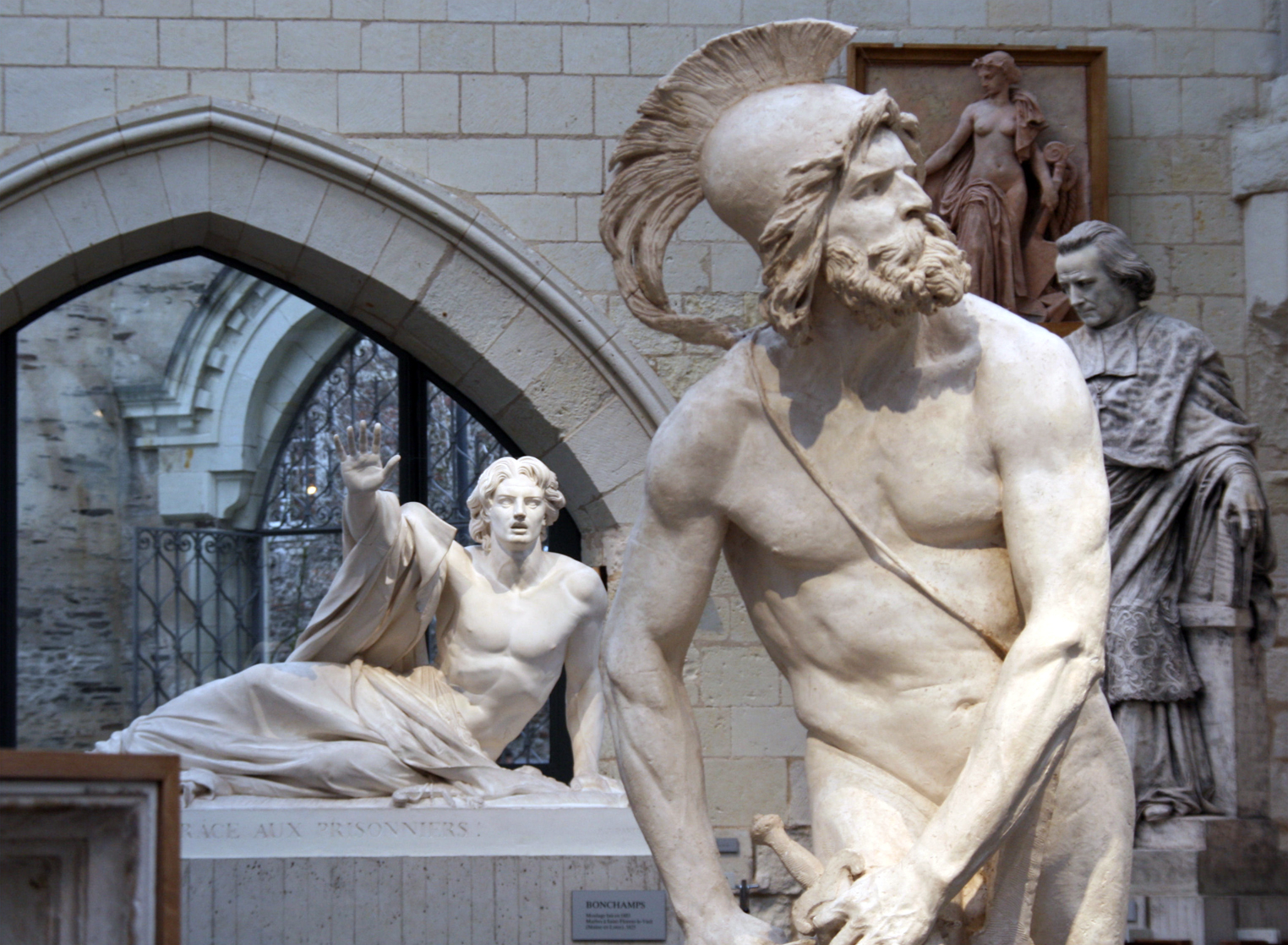
Filopemenes, o principal general grego na campanha contra Nábis durante a Guerra romano-selêucida

Depois que os romanos deixaram a Grécia, a Liga Etólia passou a conspirar contra Roma e conseguiu atrair Nábis e Antíoco III, o Grande, o imperador da Síria selêucida. Nábis não perde tempo, pois queria reconquistar seus territórios perdidos e marcha rapidamente para cercar Gítio, ocupada por uma guarnição da Liga Acaia. Em 192 a.C., o Senado Romano, que monitorava tudo o que se passava na Grécia, decidiu enviar uma frota sob o comando de Caio Atílio e, simultaneamente, uma embaixada liderada por Flaminino, o general romano mais influente entre os gregos, para reassegurar seus aliados e conseguir novos.
Flaminino chegou antes que Caio Atílio e alertou os gregos para que não iniciassem nenhuma operação militar antes da chegada da frota romana. Mas como a situação em Giteio estava cada vez mais dramática, foi declarada a guerra contra Nábis. Filopemenes, general do exército acaico, avançou rapidamente e, quando estava para derrotar definitivamente o tirano espartano, foi impedido por Flaminino, que queria não apenas salvar Nábis para que a Liga Acaia não se tornasse uma potência hegemônica na Grécia, mas também recuperar sua imagem perante os gregos, pois as condições da paz anterior com Nábis não haviam sido satisfatórias. Como Flaminino tinha plenos poderes, ele obrigou Filopemenes a oferecer uma trégua com Nábis.
Porém, a nova ameaça era Antíoco III, que se preparava para invadir a Grécia; Flaminino, com muitas promessas, conseguiu trazer Filipe e a Macedônia para o lado dos romanos na guerra que era iminente. Eumenes II de Pérgamo etnão pediu ajuda a Roma contra Antíoco III. Flaminino foi enviado para negociar com ele e o alertou para que não interferisse na Grécia. Antíoco não acreditou que Flaminino tivesse autoridade para falar pelos gregos e prometeu deixar a Grécia se Roma fizesse o mesmo, o que fez com que as negociações desmoronassem e Roma novamente se viu em guerra com Antíoco.
Flaminino estava presente na Batalha de Termópilas, no ano seguinte, quando Antíoco foi derrotado e ele permaneceu na região como um embaixador plenipotenciário, exercendo uma espécie de "protetorado" sobre a Grécia.
Logo depois, a guerra contra os etólios recomeçou e, enquanto o cônsul e Mânio Acílio Glabrião cercava Naupacto, Flaminino chegou ao acampamento romano. Tão logo os etólios souberam de sua presença, imploraram sua proteção e ele conseguiu convencer o cônsul a levantar o cerco. Neste ínterim, várias revoltas irromperam no Peloponeso e Flaminino acordou com o estratego da Liga Acaia em marchar novamente contra Esparta: ele próprio acompanhou seus aliados até a Lacônia, entregando-lhes a Messênia e anexando Zacinto ao território romano.

## Anos finais
Em 190 a.C., Flaminino retornou a Roma e foi eleito censor no ano seguinte com Marco Cláudio Marcelo. Em 183 a.C., foi enviado como embaixador a Prúsias I, rei da Bitínia, numa tentativa de obter a extradição de Aníbal, que acabou se suicidando para não cair nas mãos dos romanos.
Morreu em 174 a.C. ou pouco antes, uma vez que foram celebrados jogos fúnebres em sua homenagem neste ano.